# Inghiaie
Inghiaie este o arie protejată (arie specială de conservare — SAC, sit de importanță comunitară — SCI, arie de protecție specială avifaunistică — SPA) din Italia întinsă pe o suprafață de 30 ha, integral pe uscat.

## Localizare
Centrul sitului Inghiaie este situat la coordonatele 45°59′48″N 11°18′37″E / 45.9967°N 11.31018°E.

## Înființare
Situl Inghiaie a fost declarat sit de importanță comunitară în iunie 1995 pentru a proteja 1 specie de plante și 33 de specii de animale. Alte tipuri de protecție:
- arie de protecție specială avifaunistică (în iulie 2006)[2]
- arie specială de conservare (în martie 2014)[1][3][4]

## Biodiversitate
Situată în ecoregiunea alpină, aria protejată conține 5 habitate naturale: Pajiști cu Molinia pe soluri calcaroase, turboase sau argilos-nămoloase (Molinion caeruleae), Lacuri eutrofice naturale cu vegetație de tip Magnopotamion sau Hydrocharition, Păduri aluvionare cu Alnus glutinosa și Fraxinus excelsior (Alno-Padion, Alnion incanae, Salicion albae), Cursuri de apă de la nivel de câmpie la nivel montan, cu vegetație Ranunculion fluitantis și Callitricho-Batrachion, Fânețe de joasă altitudine (Alopecurus pratensis, Sanguisorba officinalis).
La baza desemnării sitului se află mai multe specii protejate:
- plante (1): moșișoare (Liparis loeselii)
- păsări (30): lăcar-de-mlaștină (Acrocephalus palustris), lăcar-de-lac (Acrocephalus scirpaceus), pescăruș albastru (Alcedo atthis), rață mare (Anas platyrhynchos), egretă mare (Ardea alba), stârc cenușiu (Ardea cinerea), stârc roșu (Ardea purpurea), șorecarul comun (Buteo buteo), bătăuș (Calidris pugnax), barză albă (Ciconia ciconia), cristeiul de câmp (Crex crex), ciocănitoare pestriță mare (Dendrocopos major), presură de stuf (Emberiza schoeniclus), vânturel roșu (Falco tinnunculus), găinușă de baltă (Gallinula chloropus), capîntortură (Jynx torquilla), sfrâncioc roșiatic (Lanius collurio), privighetoare (Luscinia megarhynchos), gaia neagră (Milvus migrans), codobatura galbenă (Motacilla flava), muscar sur (Muscicapa striata), grangur (Oriolus oriolus), ciuf-pitic (Otus scops), cormoran mare (Phalacrocorax carbo), ciocănitoarea verde (Picus viridis), cristei de baltă (Rallus aquaticus), turturică (Streptopelia turtur), silvie de câmp (Sylvia communis), pupăză (Upupa epops), nagâț (Vanellus vanellus)
- nevertebrate (1): Austropotamobius pallipes
- pești (2): zglăvoacă (Cottus gobio), Lethenteron zanandreai

Pe lângă speciile protejate, pe teritoriul sitului au mai fost identificate 25 de specii de plante, 2 specii de amfibieni, 9 specii de mamifere, 2 specii de nevertebrate, 2 specii de pești, 6 specii de reptile.